# عبدالحسین امینی

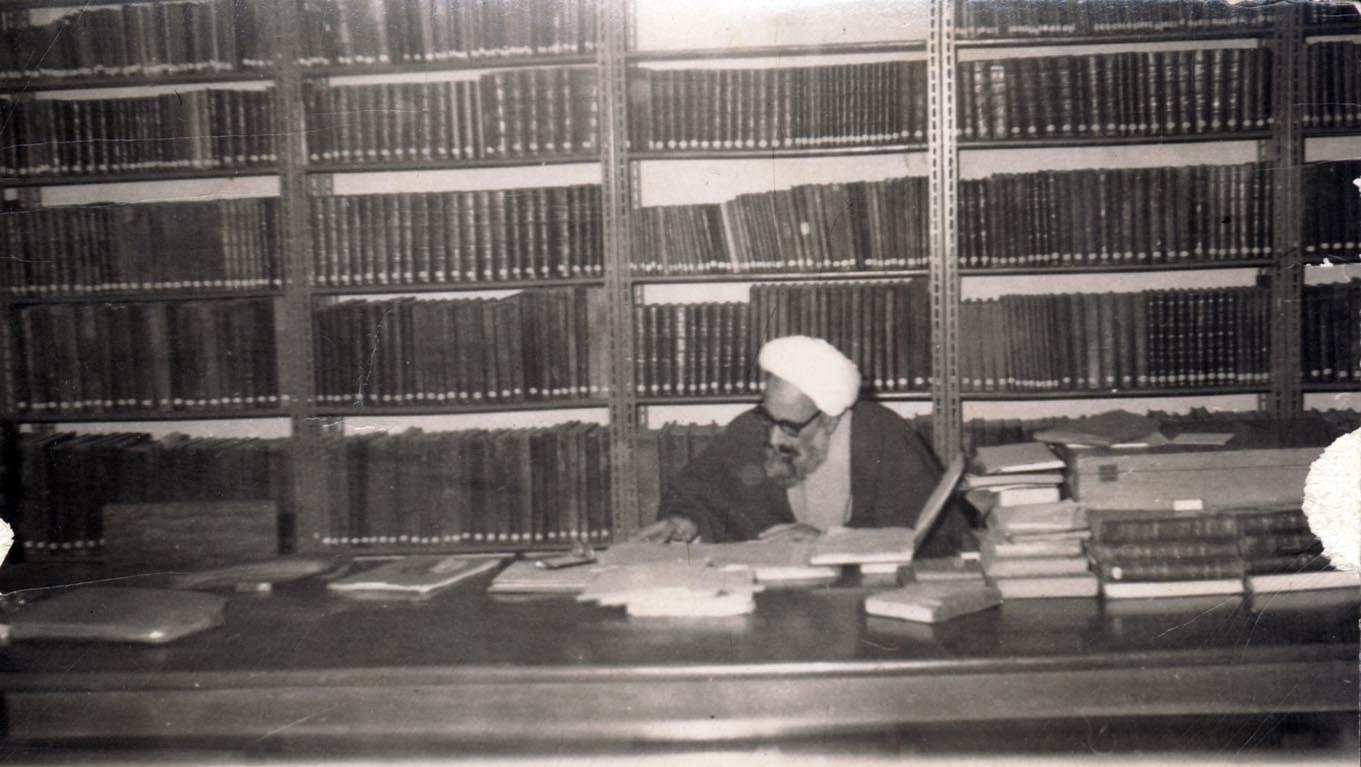
علامه امینی در حال مطالعه در کتابخانه امیرالمؤمنین در شهر نجف

عبدالحسین امینی (زادهٔ ۱۲۸۱– درگذشتهٔ ۱۲ تیر ۱۳۴۹) مشهور به علامه امینی، از مراجع و فقهای بنام شیعه، محقق و نویسنده کتاب موسوعه الغدیر بود.

## زندگی
عبدالحسین امینی فرزند احمد امینی در سال ۱۲۸۱ ه‍.ش در روستای سردها در سرآب، واقع در استان آذربایجان شرقی در خانواده‌ای سرشناس متولد شد. تحصیلات مقدماتی را در تبریز گذراند. در جوانی به نجف رفت و پس از گذراندن مراحل تحصیلی و نیل به رتبه اجتهاد نزد مراجع معروف وقت نجف رفت. وی در سال ۱۳۳۵ قمری تألیف کتاب «شهداء الفضیله» را آغاز کرد. موضوع این کتاب دربارهٔ «عالمانی بود که در راه حق به شهادت رسیده‌اند». در این کتاب زندگی بیش از ۱۰۰ عالم شیعه از قرن ۴ تا ۱۴ ذکر شده‌است.

### نجفقلی ملقب به امین الشرع
امین الشرع در سال ۱۲۵۷ قمری به دنیا آمد و مدتی از زندگی خود را در سردها (یکی از روستاهای شهرستان سرآب) گذرانید. در سن ۱۴ سالگی به تبریز رفته و پس از ۶ سال به نجف رفت. امین الشرع شعر نیز می‌سرود و قصائدی در مدح امامان شیعه دارد که هم‌اکنون در دست است. او در شعر خود به «واثق» تخلص می‌کرد و نقش مهر او- آنطوری که در پشت بعضی از رسائلش مشهود است- «الواثق بالله الغنی عبده نجفقلی» بوده‌است. وی در سن ۷۰ سالگی در شب جمعه هفتم جمادی‌الاولی سال ۱۳۴۰ قمری در تهران درگذشت. روز بعد پیکر وی در تهران تشییع و پس از چند روز در نجف در وادی السلام بخاک سپرده شد.

### احمد امینی (پدر عبدالحسین امینی)
احمد که پدر علامه امینی می‌باشد در سال ۱۲۸۷ قمری در «سردها» شهرستان سرآب به دنیا آمد. وی از فقها و فضلا و مجتهدین مسلم زمان خویش و در زهد و تقوی زبانزد خاص و عام بود. بقدری سلیم‌النفس و خلیق بود که کسی او را در طول عمرش- جز در مسائل مذهبی- خشمگین ندیده بود. چنان به آداب اخلاقی متخلق بود که اطرافیان را به اعجاب وامی‌داشت. با آنکه از مقام علمی شایسته‌ای برخوردار بود همواره از شهرت و معروفیت دوری می‌جست و از هرگونه تظاهر و ریا پرهیز می‌کرد. سید میرزا ابوالحسن انگجی تبریزی (متوفای ۱۳۵۷ قمری) که از مراجع عظام زمان خویش بود؛ همواره در مجالس و محافل خود می‌گفت: «میرزا احمد امینی از کسانی است که در زهد و تقوایش شکی نیست و بدون تردید فردی مجتهد است منتها از خوف تظاهر به ریا و از ترس شهرت طلبی همیشه فضائل خویش را مخفی می‌نماید».
احمد مقدمات علوم دینی را نزد پدر بزرگوارش در تبریز کسب نمود و سپس از دیگر استادان موجود در تبریز استفاده کرد و نزد افاضل تبریز نظیر میرزا اسدالله بن حاج محسن تبریزی- که از نوادر فقها و از عالمان جامع معقول و منقول زمان خود بود- به تلمذ پرداخت.
از تألیفات وی- که شیخ آقا بزرگ تهرانی در کتاب نقباء البشر و همچنین عمر رضا کحاله در معجم المولفین نیز به آن اشاره نموده‌اند- کتاب تعلیق او بر مکاسب شیخ مرتضی انصاری است. نوشته‌های دیگری چون تعلیق بر لمعه و رساله‌ای در فقه نیز از آثار علمی اوست. از جمله علمایی که به او اجازهٔ روایت اعطا نموده‌اند آیات زیر می‌باشند:
۱- سید میرزا علی شیرازی (متوفای ۱۳۵۵ قمری).
۲- سید ابوالحسن موسوی اصفهانی (متوفای ۱۳۶۵ قمری).
۳- محمد حسین غروی اصفهانی (متوفای ۱۳۶۱ قمری).
۴- سید حسین طباطبائی بروجردی (متوفای ۱۳۸۰ قمری مطابق با ۱۳۴۰ قمری شمسی).
۵- میرزا علی ایروانی (متوفای ۱۳۵۴ قمری).
۶- میرزا رضی بن محمد حسن زنوزی تبریزی (متوفای ۱۳۶۰ قمری).
۷- میرزا احمد مجتهد تبریزی قراچه داغی.
۸- میرزا فتاح شهیدی (متوفای ۱۳۷۲ قمری).
۹- میرزا خلیل آقا مجتهد بن میرزا حسن (متوفای ۱۳۶۸ قمری). [۲].
احمد- مانند پدرش امین الشرع- در سن ۸۳ سالگی در بیست و نهم ربیع‌الاول سال ۱۳۷۰ قمری (مطابق با هفدهم دیماه ۱۳۲۹ قمری شمسی) در تهران وفات یافت و در شهر قم در «قبرستان نو» بخاک سپرده شد

### فرزندان
تعداد فرزندان وی هشت فرزند که پنج پسر با نام‌های محمد هادی، رضا، صادق، احمد، محمد و سه دختر می‌باشند.

### مشایخ روایتی امینی
جدیت و تلاش خستگی ناپذیر وی خیلی زود او را به اجتهاد رسانید. وی تیمّناً برای پیوستن به جرگهٔ حاملان احادیث پیامبر اسلام و خاندان او و جهت متبرّک شدن مرویاتش به اتصال سند و جهت صیانت آن‌ها از قطع و ارسال، مبادرت به اخذ اجازه روایت از بعضی از بزرگان آن روزگار نمود که نام بعضی از آنان به قرار ذیل می‌باشد:
- اجازه روایت از سید ابوالحسن موسوی اصفهانی (متوفای ۱۳۶۵ قمری).
- اجازه روایت از سید میرزا علی حسینی شیرازی (متوفای ۱۳۵۵ قمری).
- اجازه روایت از میرزا علی اصغر ملکی تبریزی.
- اجازه روایت از سید حسین طباطبایی قمی (متوفای ۱۳۶۶ قمری).
- اجازه روایت از علی بن ابراهیم قمی (متوفای ۱۳۷۳ قمری).
- اجازه روایت از محمد علی غروی اردوبادی (متوفای ۱۳۸۰ قمری).
- اجازه روایت از آقا بزرگ (محمد حسن) تهرانی (متوفای ۱۳۸۹ قمری).
- اجازه روایت از میرزا یحیی بن اسدالله خویی (متوفای ۱۳۶۴ قمری).

## تألیف الغدیر
اثر نامدار او دائرةالمعارف یازده جلدی «الغدیر» که به زبان عربی (۲۲ جلد به‌زبان فارسی) و خلاصه آن به چند زبان ترجمه شده‌است در رأس تألیفات امینی و حاصل زحمات ۴۰ ساله اوست. الغدیر به بررسی تفصیلی مسئله ولایت تشیع از جنبه‌های گوناگون تاریخی، تفسیری، روایی و حدیثی، فقهی، ادبی، کلامی و اصولی پرداخته‌است. امینی برای تدوین این کتاب به کتابخانه‌های کشورهای مختلف از جمله عراق، هندوستان، پاکستان، مغرب، مصر و کشورهای دیگر دنیا مسافرت کرد. او با کار پیگیر شبانه‌روزی در کتابخانه‌های بزرگ جهان اسلام آن را به‌سرانجام رسانید. وی در نگارش این اثر چنان‌که خود گفته ده‌هزار جلد کتاب را به‌دقت مطالعه و استنساخ، و به صدهزار رساله مراجعه مکرر کرده‌است. او در این باره می‌گوید:
من برای نوشتن الغدیر، ۱۰٬۰۰۰ کتاب را از بای بسم الله تا تای تمت خوانده‌ام و به ۱۰۰٬۰۰۰ کتاب مراجعه مکرر داشتم.
وی برای گردآوری مطالب الغدیر سفرهای پژوهشی بسیار کرد. این سفرها عموماً به مطالعه و استنساخ و تهیه مأخذ و ملاقات با استادان می‌گذشت. از جمله شهرهایی که وی با این هدف به آن‌ها سفر کرد، می‌توان حیدرآباد، دکن، علیگره، لکنهو، کانپور، جلالی (در هند) رامپور، فوعه، معرفه، قاهره (در مصر)، حلب، نبل و دمشق (در سوریه) را برشمرد.

## درگذشت
امینی در ظهر روز جمعه ۱۲ تیر ماه ۱۳۴۹ه‍.ش (۲۸ ربیع‌الثانی ۱۳۹۰ه‍.ق) در شصت و هشت سالگی در تهران درگذشت و پیکر او به کتابخانه‌ای در نجف (کتابخانه امیرالمؤمنین) که خود بنیان‌گزارش بود انتقال و به خاک سپرده شد.

## شاگردان
- سید عبدالعزیز طباطبایی یزدی معروف به محقق طباطبایی
- سید حیدر دانشمند عراقی
- ابراهیم انصاری خوئینی زنجانی

## استادان
- سید محمد مولانا
- سید مرتضی خسروشاهی
- شیخ حسین
- سید محمد فیروزآبادی
- سید ابوتراب موسوی خوانساری از نوادگان سید ابوالقاسم خوانساری (میرکبیر)

همچنین ایشان از مراجع بزرگی چون:
- سید ابوالحسن اصفهانی
- میرزا حسین نائینی
- عبدالکریم حائری
- محمدحسین کمپانی، اجازه اجتهاد دریافت داشته‌است.
- بنا به نقل وب سایت رسمی ایشان استادان ایشان
- سید محمد بن محمد باقر حسینی فیروز آبادی (متوفای ۱۳۴۵ قمری).
- سید ابوتراب بن ابوالقاسم خونساری (متوفای ۱۳۴۶ قمری).
- میرزا علی بن عبدالحسین ایرونی (متوفای ۱۳۵۴ قمری).
- میرزا ابوالحسن بن عبدالحسین مشکینی (متوفای ۱۳۵۸ قمری).
- سید میرزا علی بن مجدّد شیرازی (متوفای ۱۳۵۵ قمری).
- شیخ میرزا حسین نائینی نجفی (متوفای ۱۳۵۵ قمری).
- سید ابوالحسن بن سید محمد موسوی اصفهانی (متوفای ۱۳۶۵ قمری).
- شیخ محمد حسین بن محمد حسن اصفهانی غروی (متوفای ۱۳۶۱ قمری).
- شیخ محمد حسین بن علی آل کاشف الغطاء (متوفای ۱۳۷۳ قمری).انتهی نقل از سایت ایشان
- سید مرتضی فیروزآبادی[۶]

## آثار
مطبوع:
- الغدیر
- شهداء الفضیله
- کامل الزیارات این قولویه ـ تحقیق و تعلیق
- ادب الزائر لمن یَمم الحائر
- سیرتنا و سنتنا سیرة نبیّنا و سنتهٌ
- تفسیر سورهٔ فاتحه الکتاب
- المقاصد العلیّه فی المطالب السنیة
- فاطمة الزهرا

غیر مطبوع:
- اعلام الانام فی معرفة الملک العلام (در توحید) به فارسی
- تفسیر سوره غافر:۱۱
- تفسیر سوره اعراف: ۱۸
- تفسیر آیه سوره اعراف: ۱۷۲
- تفسیر آیه سوره واقعه: ۷ الی ۱۱
- ثمرات الاسفار (در۲ جلد)
- تعالیق بر رسائل شیخ انصاری
- تعالیق بر مکاسب شیخ انصاری
- رساله‌ای دربارهٔ حقیقت زیارات
- رساله‌ای در علم «درایة الحدیث»
- رساله‌ای دربارهٔ «نیّت»
- ریاض الانس (در ۲ جلد هر جلد ۱۰۰۰ صفحه)
- العترة الطاهره فی الکتاب العزیز
- رساله‌ای دربارهٔ کتاب «سلیم بن قیس الهلالی»
- رجال آذربایجان
- الغدیر، تا کنون که ۴۴ سال از درگذشت علامه امینی می‌گذرد ۱۱ جلد آن چاپ شده و بقیه مجلدات به صورت دست‌نویس باقی‌مانده‌است.[۷]